# Dennis Wilke
Dennis Wilke (* 14. September 1985 in Sindelfingen) ist ein ehemaliger deutscher Handballspieler. Er lief mehrere Spielzeiten für den HBW Balingen-Weilstetten in der Handball-Bundesliga auf. Er ist Linkshänder und spielte auf der Position Rechtsaußen.

## Karriere
In der Jugend begann Wilke bei der SV Böblingen, bis er Ende der B-Jugend zur HSG Schönbuch wechselte. Danach wechselte er zum Handball-3.-Ligisten SG Haslach/Herrenberg/Kuppingen. 2006 unterschrieb Wilke dann einen Vertrag beim Erstligisten HBW Balingen-Weilstetten. Dank einer Förderlizenz konnte er bis 2008 weiterhin auch Spiele für die HSG Haslach/Herrenberg/Kuppingen bestreiten. Im Sommer 2012 schloss er sich dem Erstligisten TuS N-Lübbecke an. Zur Saison 2014/15 kehrte er zum HBW Balingen-Weilstetten zurück. Nach der Saison 2016/17 beendete er seine Karriere.
Dennis Wilke hat für die deutsche Beachhandball-Nationalmannschaft fünf Länderspiele bestritten.
Überdies studierte er Rechtswissenschaften an der Eberhard Karls Universität Tübingen. Seit September 2015 macht er eine Ausbildung zum Kaufmann für Versicherungen und Finanzen.